# Separação de conceitos
A separação de conceitos ou separação de preocupações (do inglês separation of concerns, SoC) é um princípio utilizado na computação que visa a preocupação com cada aspecto, modularizadamente.
O termo foi cunhado por Edsger W. Dijkstra no seu artigo de 1974 "On the role of scientific thought".

…para meu gosto é característico de todo pensamento inteligente… dispõe‐se a estudar profundamente um aspecto do sujeito isolado para sua própria consistência, sempre sabendo que se ocupa apenas com um dos aspectos.  Sabemos que um programa tem de ser correto e podemos estudá‐lo somente desse ponto de vista; também sabemos que deve ser eficiente e podemos estudar sua eficiência noutro dia, por assim dizer.  …o programa é desejável. Mas nada se ganha - ao contrário! - ao abordar esses vários aspectos simultaneamente. É o que eu às vezes tenho chamado de "separação das preocupações" que, mesmo não perfeitamente possível, é ainda a única técnica efetiva disponível que conheço para organizar os pensamentos.  Isso é o que quero dizer com ‘focar a atenção nalgum aspecto’: não significa ignorar os outros aspectos, é só fazer justiça ao fato de que do ponto de vista deste aspecto, o outro é irrelevante.  É ser focado e ter mente aberta simultaneamente.